# Voyager (böngésző)
A Voyager egy webböngészőprogram, amit a VaporWare nevű vállalat fejlesztett az Amiga számítógépcsalád részére 1999 és 2004 között. A szoftvert Oliver Wagner (elhunyt 2016-ban) és David Gerber ("Zapek") programozták.
A böngésző támogatja, azaz meg tudja jeleníteni a HTML 3.2-es verzióját, a HTML 4-et, a JavaScript-et, a keretes oldalmegjelenítést (frame-ek), az FTP-t, az SSL-t (v2,v3), a Flash-t és még számos Internet Explorer és Netscape Navigator jellegzetességet. Az Amiga sajátságait kihasználva, illetve támogatva, a rendszerben esetlegesen telepített fast ramot használja a weboldalak képi tartalmainak pufferelésére.
A Voyager 3.0 (stilizáltan: V³) végleges kiadása 1999. december 28-án jelent meg az Aminet oldalán.
A Voyager elérhető a MorphOS és CaOS operációs rendszerek alatt is (utóbbi beágyazott rendszermegoldást takar). QNX alatt létezik egy hasonló nevű, de teljesen más alapú böngésző.
A program fejlesztője, a Vaporware 2004 végén beszüntette a termékeire a további online regisztrációkat, így azóta nem lehet újként megvásárolni a böngészőt sem.